# مجزرة مدرسة أبو هميسة (مايو 2025)
في مساء يوم الثلاثاء 6 مايو 2025، قصفت طائرات الاحتلال الإسرائيلي مدرسة تؤوي مئات النازحين المدنيين شرق مخيم البريج وسط قطاع غزة، مما أسفر عن وقوع مجزرة راح ضحيتها في حصيلة أولية 20 شهيداً بينهم 7 أطفال على الأقل بالإضافة لعشرات الجرحى تم نقلهم إلى مستشفى العودة وشهداء الأقصى، وقال المتحدث باسم مستشفى شهداء الأقصى أن فرق الإنقاذ في انتشال المزيد من الضحايا تحت الأنقاض. في وقت لاحق، عاودت طائرات الاحتلال الإسرائيلي قصف المدرسة مجدداً، وهذا زاد من حصيلة ضحايا المجزرة، في اليوم التالي تم تأكيد استشهاد 29 فلسطينيا أغلبهم أطفال ونساء وإصابة 50 آخرين في الاستهدافين.